# Drosophila metasetigerata
Drosophila metasetigerata är en tvåvingeart som beskrevs av Gupta och Kumar 1986. Drosophila metasetigerata ingår i släktet Drosophila och familjen daggflugor.
Artens utbredningsområde är Indien.